# Хайдельбергский институт теоретических исследований
Хайдельбергский институт теоретических исследований (нем. Heidelberger Institut für Theoretische Studien, HITS) — частный некоммерческий исследовательский институт, расположенный в Хайдельберге, Германия. Был основан в 2010 году соучредителем компании SAP Клаусом Чира через его фонд «Klaus Tschira Stiftung».
HITS проводит фундаментальные исследования, включающие структурирование, обработку и анализ больших объемов данных в естественных науках, математике и информатике. Темы исследований варьируются от молекулярной биологии до астрофизики. Акционерами института являются «HITS-Stiftung», Гейдельбергский университет и Технологический институт Карлсруэ. HITS сотрудничает с университетами и исследовательскими организациями, а также с промышленными компаниями. Основными источниками внешнего финансирования являются Федеральное министерство образования и науки, Немецкое научно-исследовательское общество и Европейский союз.

## Исследовательские группы
На данный момент, HITS включает в себя следующие исследовательские группы:
- Астроинформатика (англ. Astroinformatics, AIN).[2] Группа "Астроинформатика" разрабатывает новые подходы к анализу и обработке растущего объема данных в астрономии. Подходы этой группы основаны на машинном/статистическом обучении и помогают исследователям в проведении необходимого анализа.
- Компьютерная Химия Углерода (англ. Computational Carbon Chemistry, CCC).[3] Группа "Компьютерная химия углерода" использует современную вычислительную химию для исследования и использования органических материалов, уделяя особое внимание материалам на основе графена из-за их многочисленных преимуществ по сравнению с обычными неорганическими аналогами. Группа разрабатывает компьютерные инструменты и концепции для проектирования и проверки новых материалов и устройств на основе графена с целевым применением в безметалловом катализе и молекулярной электронике.
- Компьютерная Молекулярная Эволюция (англ. Computational Molecular Evolution, CME).[4] Группа "Компьютерная Молекулярная Эволюция" разрабатывает методы, новое программное обеспечение и новые компьютерные архитектуры для вычисления филогений (эволюционных деревьев). Кроме того, она предоставляет экспертные консультации в области параллельных вычислений и компьютерной архитектуры другим исследовательским группам. Группа также обслуживает и управляет кластером научных вычислений и ИТ-инфраструктурой в HITS.
- Компьютерная Статистика (англ. Computational Statistics, CST).[5] Группа "Компьютерная Статистика" работает над математическими основами и статистической методологией прогнозирования. Целью группы является разработка методов вероятностного прогнозирования для генерации прогностических распределений вероятностей будущих событий и количеств. Например, вероятностные прогнозы используются в предсказании погоды и экономике. Второе направление исследований группы сосредоточено на пространственной статистике, которая связана с анализом и интерпретацией пространственно распределенных данных.
- Анализ Данных и Количественная Оценка Неопределенности (англ. Data Mining and Uncertainty Quantification, DMQ).[6] Группа "Анализ Данных и Количественная Оценка Неопределенности" использует самые современные технологии в области высокопроизводительных вычислений и количественной оценки неопределенностей в больших наборах данных для получения надежной информации в области интеллектуального анализа данных.
- Группы и Геометрия (англ. Groups and Geometry, GRG).[7] Группа «Группы и Геометрия» исследует различные математические проблемы в области геометрии и топологии, которые включают взаимодействие между такими геометрическими пространствами, как римановы многообразия или метрические пространства, и группами, возникающими, например, при действии на них операций симметрии.
- Машинное Обучение и Искусственный Интеллект (англ. Machine Learning and Artificial Intelligence, MLI).[8] Группа "Машинное Обучение и Искусственный Интеллект" работает над новыми алгоритмами и моделями обучения с эффективным использованием данных, геометрического глубокого обучения и интерпретируемости.
- Молекулярная Биомеханика (англ. Molecular Biomechanics, MBM).[9] Группа "Молекулярная Биомеханика" разрабатывает методы моделирования и модели механики сплошных сред для идентификации структурных элементов, принимающих внешнюю нагрузку, в сложных биологических материалах и для их модификации в направлении желаемых свойств. Общая цель работы группы состоит в том, чтобы исследовать, как белки реагируют на механические воздействия.
- Молекулярное и Клеточное Моделирование (англ. Molecular and Cellular Modeling, MCM).[10] Группа "Молекулярное и Клеточное Моделирование" фиксирует и моделирует поведение молекул с помощью компьютерных методов и программ. Кроме того, группа разрабатывают интерактивные веб-инструменты визуализации и приложения для сложных молекулярных симуляций.
- Обработка Естественного Языка (англ. Natural Language Processing, NLP).[11] Группа "Обработка Естественного Языка " занимается семантикой и прагматикой дискурса. Группа разрабатывает программное обеспечение, облегчающее мультимодальный диалог между пользователями и машинами. Цель состоит в том, чтобы использовать компьютер для понимания и создания языка и текстов, а также сделать использование компьютеров более естественным в долгосрочной перспективе.
- Физика Звездных Объектов (англ. Physics of Stellar Objects, PSO).[12] Группа "Физика Звездных Объектов" занимается исследованиями звезд и звездных взрывов. Одной из основных целей группы является моделирование термоядерных взрывов белых карликов, которые приводят к возникновению сверхновых звезд типа Ia.
- Научные Базы Данных и Визуализация (англ. Scientific Databases and Visualization, SDBV).[13] Группа "Научные Базы Данных и Визуализация" занимается научными базами данных и визуализацией научных данных. Цель состоит в том, чтобы объединить знания, разбросанные по всему миру, и сделать их легко доступными для ученых.
- Теория Звездной Эволюции (англ. Stellar Evolution Theory, SET).[14] Группа "Теория Звездной Эволюции" исследует бурную и взрывоопасную жизнь массивных звезд. Работа группы сосредоточена на массивных двойных звездах и сложном процессе слияния. Слияния создают сильные магнитные поля, и продукты слияния в процессе взрывов на последних стадиях сверхновых звезд могут формировать сильно намагниченные нейтронные звезды — эти магнитные нейтронные звезды, известные как магнетары, являются сильнейшими магнитами во Вселенной.
- Теория и Наблюдения Звезд (англ. Theory and Observations of Stars, TOS).[15] Группа "Теория и Наблюдения Звезд" исследует физические процессы, происходящие в звездах, и то, как они меняются в зависимости от звездной эволюции. В частности, группа исследует маломассивные звезды главной последовательности, субгиганты и красные гиганты с помощью метода астеросейсмологии.

Другие исследовательские группы, основанные в HITS и в дальнейшем перешедшие в другие научные организации:
- Вычислительная Биология (англ. Computational Biology, CBI).[16] Исследовательская группа "Вычислительная Биология" начала работу в HITS в 2013 году под руководством Зигфрида Шлойсснига. Группа исследовала геном саламандр и плоских червей. После почти пяти лет интенсивных исследований Шлойсснигу и его команде вместе с коллегами из Дрездена и Вены удалось расшифровать геном мексиканской саламандры аксолотля и плоского червя Schmidtea mediterranea. Оба животных являются важными организмами в исследованиях регенерации. Результаты исследования опубликованы в научном журнале Nature. С начала 2018 года Зигфрид Шлойссниг продолжает свои исследования в Институте молекулярной патологии в Вене (Австрия).
- Высокоэнергетическая Астрофизика и Космология (англ. High-Energy Astrophysics and Cosmology, HAC).[17] Исследовательская группа "Высокоэнергетическая Астрофизика и Космология" была основана в HITS в 2016 году. Лидер группы Кристоф Пфроммер работал в HITS с 2010 года, получил там хабилитацию и консолидационный грант от Европейского Исследовательского Совета, благодаря которому он создал собственную младшую исследовательскую группу в HITS. С 1 апреля 2017 года Пфроммер возглавляет исследовательскую группу «Космология и Крупномасштабная Структура» в Потсдамском астрофизическом институте и является профессором астрофизики в Потсдамском университете. Его группа оставалась в HITS до лета 2017 года, а затем также переехала в Потсдам.
- Теоретическая Астрофизика (англ. Theoretical Astrophysics, TAP).[18] Группа "Теоретическая Астрофизика" была основана в HITS в марте 2013 года Фолькером Спрингелем. Спрингель спроектировал и реализовал крупнейшие и наиболее полные компьютерные симуляции Вселенной на сегодняшний день: симуляцию тысячелетия 2005, симуляцию «Illustris» 2014 и симуляцию «Illustris TNG» 2018. Он руководил группой «Теоретическая Астрофизика» в HITS с марта 2010 года, одновременно работая профессором теоретической астрофизики в Гейдельбергском университете. В HITS, среди прочего, Спрингель усовершенствовал разработанный им код «Arepo», что позволило моделировать различные формы и размеры галактик с помощью суперкомпьютеров. На сегодняшний день код использовался или цитировался более чем в 750 публикациях. Спрингель получил стартовый грант Европейского Исследовательского Совета в 2012 году и является «высоко цитируемым исследователем» с 2014 года. Он стал членом Национальной академии наук  Леопольдина в 2017 году. 1 августа 2018 года Спрингель вступил в свою новую должность директора Института астрофизики Общества Макса Планка в Гархинге.